# فهرست قنات‌های شهرستان بم
جدول زیر بر اساس آمار وزارت جهاد کشاورزی تهیه شده‌است. فهرست زیر قنات‌های شهرستان بم در استان کرمان را نشان می‌دهد.
| نام قنات    | موقعیت                     | نزدیک‌ترین روستا | طول قنات (متر) | تعداد میله چاه | عمق مادر چاه | دبی (لیتر بر ثانیه) | سطح زیر کشت (هکتار) |
| ----------- | -------------------------- | --------------- | -------------- | -------------- | ------------ | ------------------- | ------------------- |
| ابارق       | بخش مرکزی شهرستان بم       | ابارق           | ۵۲۰۰           | ۱۰۰            | ۱۳۱          | ۳۰                  | ۵۰                  |
| اسدآباد     | بخش مرکزی شهرستان بم       | باغچمک          | ۳۹۰۰           | ۸۰             | ۴۱           | ۱۵۹                 | ۴۰                  |
| اسلام‌آباد   | بخش ریگان شهرستان بم       | اسلام‌آباد       | ۳۸۰۰           | ۶۵             | ۲۱           | ۱۸                  | ۳۵                  |
| اسماعیل‌آباد | بخش مرکزی شهرستان بم       | سروستان         | ۰              | ۰              | ۰            | ۱۲۵                 | ۸۰                  |
| الله‌آباد    | بخش مرکزی شهرستان بم       | بروات           | ۴۹۰۰           | ۸۰             | ۵۲           | ۲۳                  | ۵۰                  |
| اکبرآباد    | بخش مرکزی شهرستان بم       | بروات           | ۶۹۰۰           | ۲۰۰            | ۴۴           | ۱۸۱                 | ۲۰۰                 |
| اکبرآباد    | بخش مرکزی شهرستان بم       | بم              | ۶۹۰۰           | ۱۰۰            | ۹۲           | ۸۸                  | ۱۰۰                 |
| اکبرآباد    | بخش ریگان شهرستان بم       | اکبرآباد        | ۱۱۰۰           | ۳۵             | ۷            | ۸                   | ۱۶                  |
| اکبرآباد    | بخش ریگان شهرستان بم       | اکبرآباد        | ۲۳۰۰           | ۵۰             | ۱۱           | ۱۰                  | ۲۰                  |
| باغچمک      | بخش مرکزی شهرستان بم       | باغچمک          | ۱۱۲۰۰          | ۳۵۰            | ۶۲           | ۶۲                  | ۱۰۰                 |
| باغچمک      | بخش مرکزی شهرستان بم       | باغچمک          | ۸۹۰۰           | ۲۵۰            | ۸۱           | ۶۴                  | ۷۰                  |
| باقری       | بخش مرکزی شهرستان بم       | کوک             | ۳۶۰۰           | ۱۰۰            | ۳۴           | ۲۶۰                 | ۲۵۰                 |
| برزرشیدی    | بخش مرکزی شهرستان بم       | بروات           | ۵۸۰۰           | ۱۰۰            | ۸۲           | ۱۳                  | ۳۰                  |
| تقی‌آباد     | بخش مرکزی شهرستان بم       | ابارق           | ۲۹۰۰           | ۸۰             | ۵۴           | ۱۵                  | ۵۰                  |
| تقی‌آباد     | بخش مرکزی شهرستان بم       | ابارق           | ۳۴۰۰           | ۱۰۰            | ۵۲           | ۲۱                  | ۵۰                  |
| جلال‌آباد    | بخش ریگان شهرستان بم       | جلال‌آباد        | ۲۳۰۰           | ۵۰             | ۹            | ۰                   | ۲۰                  |
| جلگه زاوه   | بخش مرکزی شهرستان بم       | بروات           | ۴۲۰۰           | ۵۵             | ۱۰۲          | ۲۱                  | ۴۰                  |
| جهرکنارو    | بخش مرکزی شهرستان بم       | بروات           | ۲۹۰۰           | ۵۰             | ۱۰۹          | ۲                   | ۶۰                  |
| حاج علی     | بخش مرکزی شهرستان بم       | بروات           | ۶۲۰۰           | ۱۲۰            | ۷۱           | ۱۹                  | ۴۰                  |
| حاجی‌آباد    | بخش مرکزی شهرستان بم       | حاجی‌آباد        | ۴۹۰۰           | ۷۰             | ۴۲           | ۳۲                  | ۵۰                  |
| حافظ‌آباد    | بخش مرکزی شهرستان بم       | دشت گاو         | ۲۴۰۰           | ۷۰             | ۳۰           | ۸۰                  | ۵۰                  |
| حسن‌آباد     | بخش مرکزی شهرستان بم       | بم              | ۷۲۰۰           | ۲۰۰            | ۹۸           | ۱۸۱                 | ۲۰۰                 |
| حسن‌آباد     | بخش مرکزی شهرستان بم       | بم              | ۲۸۰۰           | ۷۰             | ۱۱۰          | ۸۵                  | ۸۰                  |
| حسن‌آباد     | بخش مرکزی شهرستان بم       | بروات           | ۲۱۰۰           | ۴۰             | ۴۲           | ۸۵                  | ۱۵۰                 |
| حسن‌آباد     | بخش مرکزی شهرستان بم       | نارتیج          | ۶۹۰۰           | ۲۰۰            | ۴۳           | ۷۵                  | ۸۰                  |
| حسینیه      | بخش مرکزی شهرستان بم       | اسفکان          | ۶۳۰۰           | ۱۲۰            | ۶۴           | ۱۵۰                 | ۸۰                  |
| حسین‌آباد    | بخش مرکزی شهرستان بم       | بروات           | ۲۹۰۰           | ۵۰             | ۵۱           | ۳۹                  | ۷۵                  |
| حشیرآباد    | بخش مرکزی شهرستان بم       | بروات           | ۴۸۰۰           | ۸۰             | ۵۳           | ۸۵                  | ۱۲۰                 |
| دشت گاو     | بخش مرکزی شهرستان بم       | دشت گاو         | ۴۴۰۰           | ۱۰۰            | ۳۱           | ۱۱۶                 | ۷۰                  |
| دم کنی      | بخش مرکزی شهرستان بم       | نارتیج          | ۲۳۰۰           | ۵۰             | ۴۹           | ۱۲۲                 | ۷۰                  |
| ده شتر      | بخش مرکزی شهرستان بم       | خواجه           | ۲۸۰۰           | ۸۰             | ۶۸           | ۳۰۵                 | ۲۰۰                 |
| رشیدی       | بخش مرکزی شهرستان بم       | بروات           | ۴۹۰۰           | ۸۰             | ۴۴           | ۲۴                  | ۵۰                  |
| رضاآباد     | بخش ریگان شهرستان بم       | رضاآباد         | ۱۷۵۰           | ۴۰             | ۸            | ۰                   | ۰                   |
| سروستان     | بخش مرکزی شهرستان بم       | سروستان         | ۱۴۰۰           | ۴۵             | ۲۲           | ۶                   | ۲۰                  |
| سعادت‌آباد   | بخش ریگان شهرستان بم       | چهل تخم         | ۱۱۲۰۰          | ۲۰۰            | ۷۶           | ۴۶                  | ۸۰                  |
| سعیدآباد    | بخش مرکزی شهرستان بم       | بروات           | ۵۸۰۰           | ۱۰۰            | ۴۴           | ۵۱                  | ۸۰                  |
| سیداحمدی    | بخش مرکزی شهرستان بم       | بروات           | ۳۱۰۰           | ۵۰             | ۴۳           | ۶                   | ۲۰                  |
| شریک‌آباد    | بخش مرکزی شهرستان بم       | بروات           | ۱۹۰۰           | ۴۰             | ۳۴           | ۵۸                  | ۱۰۰                 |
| عزیزآباد    | بخش ریگان شهرستان بم       | عزیزآباد        | ۲۴۰۰           | ۵۰             | ۱۲           | ۰                   | ۲۰                  |
| علیا        | بخش مرکزی شهرستان بم       | باغچمک          | ۱۰۳۰۰          | ۳۵۰            | ۲۷           | ۵۰                  | ۷۰                  |
| علی‌آباد     | بخش ریگان شهرستان بم       | علی‌آباد         | ۴۰۰۰           | ۷۰             | ۱۲           | ۱۹                  | ۴۰                  |
| عیسویه      | بخش مرکزی شهرستان بم       | باغچمک          | ۲۸۰۰           | ۷۰             | ۴۱           | ۱۸۳                 | ۱۰۰                 |
| فاطمیه      | بخش مرکزی شهرستان بم       | درباغ           | ۷۳۰۰           | ۲۰۰            | ۵۹           | ۲۰۲                 | ۵۰                  |
| فخرآباد     | بخش مرکزی شهرستان بم       | بم              | ۸۹۰۰           | ۲۵۰            | ۹۱           | ۳۲۱                 | ۲۰۰                 |
| فرج‌آباد     | بخش مرکزی شهرستان بم       | بم              | ۵۸۰۰           | ۱۰۰            | ۳۲           | ۶۰                  | ۷۰                  |
| قائم‌آباد    | بخش مرکزی شهرستان بم       | بروات           | ۷۱۰۰           | ۱۲۰            | ۴۹           | ۳۷                  | ۵۰                  |
| قاسم‌آباد    | بخش مرکزی شهرستان بم       | بروات           | ۲۳۰۰           | ۵۰             | ۴۴           | ۱۳۹                 | ۱۰۰                 |
| قلعه بالا   | بخش مرکزی شهرستان بم       | قلعه بالا       | ۳۶۰۰           | ۷۰             | ۳۴           | ۶                   | ۲۰                  |
| قناد        | بخش مرکزی شهرستان بم       | بروات           | ۴۱۰۰           | ۷۰             | ۵۹           | ۴۳                  | ۸۰                  |
| قنبرآباد    | بخش مرکزی شهرستان بم       | بم              | ۱۸۰۰           | ۵۰             | ۷۱           | ۴۹۶                 | ۳۰۰                 |
| محمدآباد ی  | بخش مرکزی شهرستان بم       | بروات           | ۲۹۰۰           | ۵۵             | ۴۴           | ۶۰                  | ۱۰۰                 |
| محمودآباد   | بخش ریگان شهرستان بم       | محمودآباد       | ۱۶۰۰           | ۳۷             | ۷            | ۰                   | ۲۰                  |
| معصومیه     | بخش مرکزی شهرستان بم       | باغچمک          | ۵۶۰۰           | ۱۲۰            | ۴۸           | ۲۰۳                 | ۵۰                  |
| مهدی‌آباد    | بخش مرکزی شهرستان بم       | دارزین          | ۲۹۰۰           | ۵۰             | ۲۲           | ۲۵                  | ۵۰                  |
| مهدی‌آباد    | بخش مرکزی شهرستان بم       | بروات           | ۲۹۰۰           | ۶۰             | ۵۲           | ۳۱                  | ۵۰                  |
| میرزائی     | بخش مرکزی شهرستان بم       | بروات           | ۴۹۰۰           | ۶۵             | ۴۱           | ۲۲                  | ۵۰                  |
| نامعلوم     | بخشی نامعلوم در شهرستان بم | نامعلوم         | ۰              | ۰              | ۰            | ۰                   | ۰                   |
| نجمیه       | بخش مرکزی شهرستان بم       | باغچمک          | ۳۹۰۰           | ۸۰             | ۴۶           | ۱۴۲                 | ۵۰                  |
| نوروزآباد   | بخش مرکزی شهرستان بم       | بروات           | ۶۹۰۰           | ۲۰۰            | ۶۲           | ۱۶۸                 | ۱۵۰                 |
| همت‌آباد     | بخش مرکزی شهرستان بم       | سروستان         | ۲۹۰۰           | ۸۰             | ۵۶           | ۱۰                  | ۴۰                  |
| وکیل‌آباد    | بخش مرکزی شهرستان بم       | بروات           | ۵۲۰۰           | ۸۰             | ۶۶           | ۷۳                  | ۱۵۰                 |
| پاکم        | بخش مرکزی شهرستان بم       | خواجه           | ۳۹۰۰           | ۸۰             | ۴۳           | ۲۸۵                 | ۱۰۰                 |
| کاخ         | بخش مرکزی شهرستان بم       | بم              | ۵۲۰۰           | ۱۰۰            | ۵۷           | ۱۴۳                 | ۱۰۰                 |
| کهنه        | بخش مرکزی شهرستان بم       | بروات           | ۳۸۰۰           | ۷۰             | ۶۱           | ۵۹                  | ۱۰۰                 |
| گروزن       | بخش مرکزی شهرستان بم       | بروات           | ۲۷۰۰           | ۵۰             | ۴۸           | ۶۶                  | ۱۰۰                 |
| گزدر        | بخش مرکزی شهرستان بم       | خواجه           | ۵۹۰۰           | ۱۲۰            | ۵۴           | ۱۱۰                 | ۵۰                  |
| یزدان‌آباد   | بخش مرکزی شهرستان بم       | دارستان         | ۹۹۰۰           | ۳۰۰            | ۴۳           | ۱۸۷                 | ۵۰                  |